# Mattatia
Mattatia (מתתיהו Matitiyahu o Matisyahu ben Yochanan HaCohen in lingua ebraica; ... – 165 a.C.) è stato un sacerdote ebreo antico della prima classe sacerdotale (di Ioarib), "figlio di Giovanni e nipote di Simeone" È il padre dei Maccabei e dei loro successori, la dinastia degli Asmonei, iniziata dal figlio Simone.

La sua storia è narrata nel Primo libro dei Maccabei.

## Contesto
Antioco IV, in cambio di privilegi concessi all'élite ebraica ellenizzata, riuscì ad impadronirsi del tesoro del Tempio di Gerusalemme, che fece sconsacrare e adibire al culto pagano di Zeus Olimpo. Mattatia uccise l'apostata ebreo preposto al nuovo culto e si rifugiò sui monti insieme ai suoi cinque figli e a numerosi seguaci Asidei, dando l'avvio alla rivolta.

## Storia

Mappa della Giudea al tempo della rivolta dei Maccabei

Il Primo Libro dei Maccabei afferma che il re Antioco IV Epifane impose il culto degli idoli pagani, perseguitando gli Israeliti che continuavano ad obbedire alla Legge, a compiere sacrifici e praticare la circoncisione:
(Primo Libro dei Maccabei, I, 54-60)
Flavio Giuseppe afferma nelle Antichità Giudaiche che Apelle, emissario di Antioco IV fece costruire a Modin un altare dedicato agli dei pagani, e che questi ordinò a Mattatìa, che era la più influente autorità spirituale del luogo, di accondiscendere al volere del re, compiendo sacrifici in onore dell'idolo. Mattatìa si rifiutò, richiamando gli Ebrei a non abbandonare la tradizione e le pratiche religiose dei loro padri, e, quando un Ebreo ellenizzato si dichiarò pronto ad adorare il nuovo idolo e a collaborare col nuovo re, Mattatìa lo uccise e distrusse l'altare pagano, mentre i suoi figli uccidevano l'inviato di Seleuco. Nuovamente, Mattatìa disse alla folla di restare saldamente fedeli alla legge e di unirsi alla rivolta.
In modo simile, 1 Maccabei 2:23-28 afferma:
(Primo Libro dei Maccabei, II, 23-28)

## Morte ed eredità

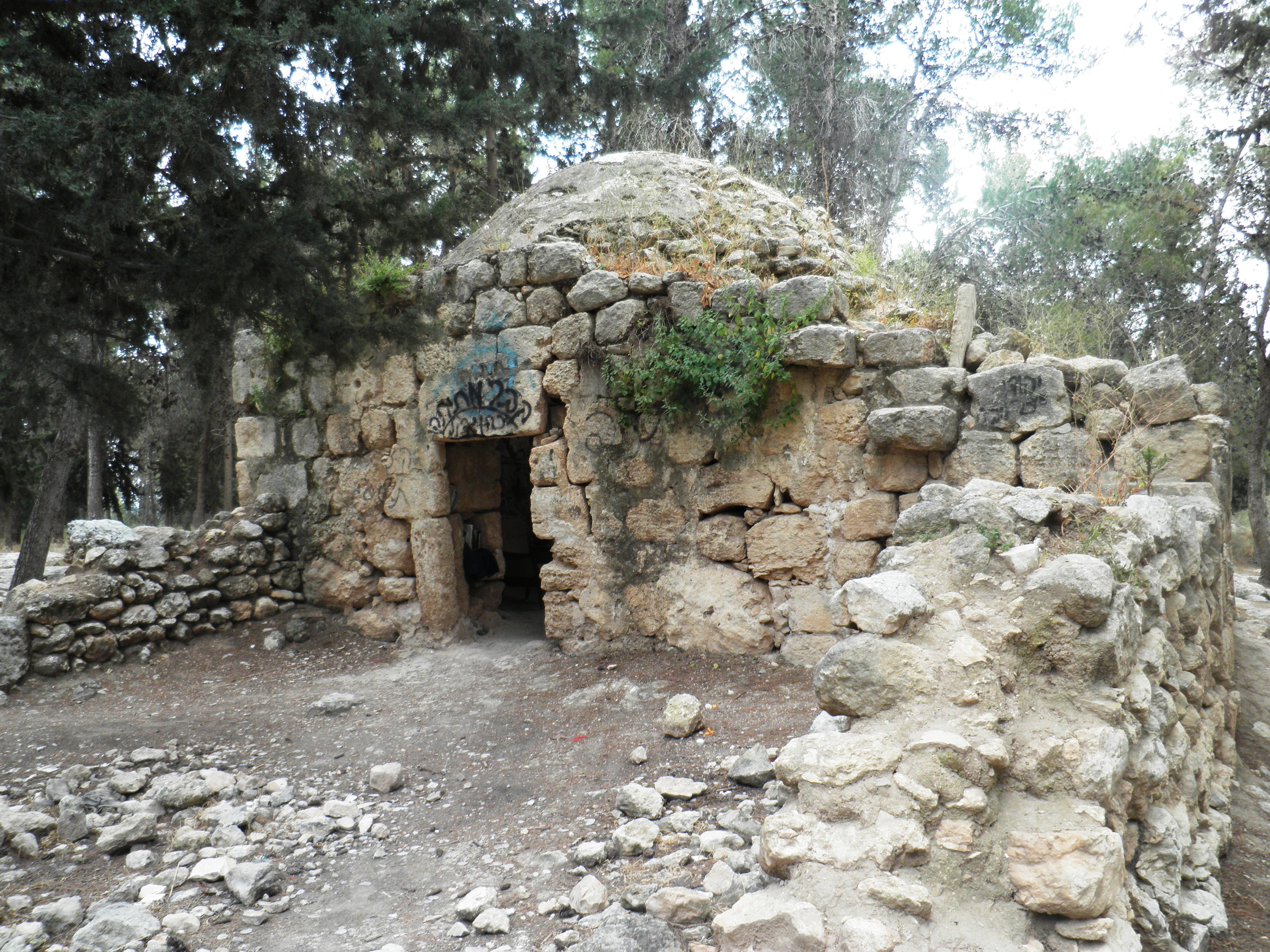
Tomba di Matatías ben Johanan, in Israele

Secondo il Primo Libro dei Maccabei, Mattatia "morì nell'anno centoquarantasei e fu sepolto nella tomba dei suoi padri in Modin; tutto Israele fece grande pianto su di lui". Le datazioni nel Primo Libro dei Maccabei sono riferite al primo anno di dominio dei Greci (I, v. 10). 

Flavio Giuseppe data la morte di Mattatìa nel 166 a.C., affermando che fu sepolto a Modin. La sua tomba giace non lontano da quella dei suoi figli.
Dopo aver educato i figli ad una scrupolosa osservanza delle prescrizioni bibliche, incaricò suo figlio maggiore Giuda Maccabeo di proseguire la lotta, e Simone di essere suo consigliere. 
Entrambi perirono in battaglia, così come gli altri fratelli: Giovanni, Eleazaro e Gionata.
 
Dopo la sua morte nel 165 a.C., i figli proseguirono l'attività politico-religiosa avviata dal padre.

### Dinastia asmonea
Simone e i suoi discendenti diedero vita alla dinastia asmonea che regnò su Israele fino al tempo di Erode 37 a.C.). Questi sposò in seconde nozze Mariamne, diretta discendente del casato degli Asmonei, da cui ebbe quattro figli.
I due maschi Aristobulo ed Alessandro furono entrambi giustiziati per strangolamento nel 7 a.C. a Sebaste di Samarìa, ponendo così fine alla secolare dinastia asmonea.

### Chanukkah
Gli eventi della Guerra dei Maccabei formano la base per la festività di Chanukkah, celebrata dagli Ebrei il 25 di Kislev nel calendario ebreo, che corrisponde al periodo compreso fra metà di novembre e la fine di dicembre nel Calendario Gregoriano.